# Angel of Fire
Angel of Fire je zagrebački sastav, osnovan 2007. godine.

## O sastavu
Sastav se prvi puta u javnosti pojavio 2006. godine sa singlom i spotom za pjesmu Stoneflower. Njihov prvi album Lift Your Flames izašao je u proljeće 2010. godine pod diskografskom kućom Maestro. 
Među brojnim koncertima koje je sastav od sada održao, važno je naglasiti njihov koncert u Dvorani Hrvatskog glazbenog zavoda, najstarije glazbene institucije u Hrvatskoj, čime je postao prvi sastav koji je ikada održao rock koncert u tom prostoru.

## Diskografija

### Albumi
- 2010. - Lift Your Flames (Maestro)

### Glazbeni spotovi
| Godina | Pjesma        | Album            |
| ------ | ------------- | ---------------- |
| 2007.  | "Stoneflower" | Lift Your Flames |

| Godina | Pjesma    | Album            |
| ------ | --------- | ---------------- |
| 2010.  | "My Call" | Lift Your Flames |